# Doon, Iowa
Doon là một thành phố thuộc quận Lyon, tiểu bang Iowa, Hoa Kỳ. Năm 2010, dân số của thành phố này là 577 người.

## Dân số
Dân số qua các năm:
- Năm 2000: 533 người.
- Năm 2010: 577 người.